# Shānkāvar
Shānkāvar (persiska: شانکاور, Shangāvar) är en ort i Iran.   Den ligger i provinsen Gilan, i den nordvästra delen av landet, 280 km nordväst om huvudstaden Teheran. Shānkāvar ligger 40 meter över havet och antalet invånare är 910.
Terrängen runt Shānkāvar är platt österut, men västerut är den kuperad. Terrängen runt Shānkāvar sluttar österut.Runt Shānkāvar är det ganska tätbefolkat, med 129 invånare per kvadratkilometer. Närmaste större samhälle är Reẕvānshahr, 5,0 km norr om Shānkāvar. Trakten runt Shānkāvar består till största delen av jordbruksmark.